# Deutsch-Paulsdorf
Deutsch-Paulsdorf (obersorbisch Němske Pawlice) ist ein Ortsteil der sächsischen Gemeinde Markersdorf. Das im Landkreis Görlitz gelegene Dorf war Standort eines Rittergutes, dessen erhaltenes Herrenhaus von örtlichen Vereinen genutzt wird. Seit 1994 gehört Deutsch-Paulsdorf zur Gemeinde Markersdorf.

## Geographie
Deutsch-Paulsdorf befindet sich im Osten der Sächsischen Oberlausitz auf 295 m ü. NN, rund zwölf Kilometer südwestlich der Innenstadt von Görlitz und etwa sechs Kilometer südwestlich des Hauptortes Markersdorf. Die Fluren des Ortsteils haben eine Ausdehnung von 4,43 km², auf denen rund 190 Einwohner leben. Damit ist Deutsch-Paulsdorf sowohl von der Fläche als auch von der Einwohnerzahl der kleinste Ortsteil Markersdorfs. Die Entfernung zwischen dem nördlichsten und dem südlichsten Punkt beträgt etwa 4,6 km, zwischen dem östlichsten und dem westlichsten Punkt rund 3,3 km².
Am östlichen Rand des Ortskerns vorbei fließt der Weiße Schöps Richtung Norden. Er hat seine Quelle im Großen Nonnenwald südlich von Deutsch-Paulsdorf. Im nördlichen Teil der Flur bildet er die östliche Flurgrenze zu Gersdorf. In Deutsch-Paulsdorf entspringt außerdem der Tiefe Grundbach als Nebenlauf des Schwarzen Schöps. Zu beiden Seiten des Weißen Schöps liegen der 395 Meter hohe Friedersdorfer Berg (rechts) und der 372 Meter hohe Paulsdorfer Spitzberg (links). Dieser Berg bildet vom Kottmar weiter über die Landeskrone den Verlauf der Wasserscheide zwischen Nord- und Ostsee.
Deutsch-Paulsdorf ist im äußersten Westen des Markersdorfer Gemeindegebietes gelegen und grenzt im Uhrzeigersinn von Norden beginnend an Gersdorf und Friedersdorf (Markersdorfer Ortsteile), Altbernsdorf auf dem Eigen und Kemnitz (Gemeinde Bernstadt a. d. Eigen) sowie Sohland am Rotstein (zu Reichenbach/O.L.).

## Geschichte
| Jahr | Einwohner |
| ---- | --------- |
| 1825 | 295       |
| 1871 | 356       |
| 1885 | 349       |
| 1905 | 293       |
| 1925 | 296       |
| 1939 | 248       |
| 1946 | 354       |
| 1950 | 343       |
| 1964 | 295       |
| 1984 | 247       |
| 1990 | 211       |
| 1994 | 215       |
| 2000 | 214       |
| 2005 | 203       |
| 2010 | 195       |
| 2014 | 187       |

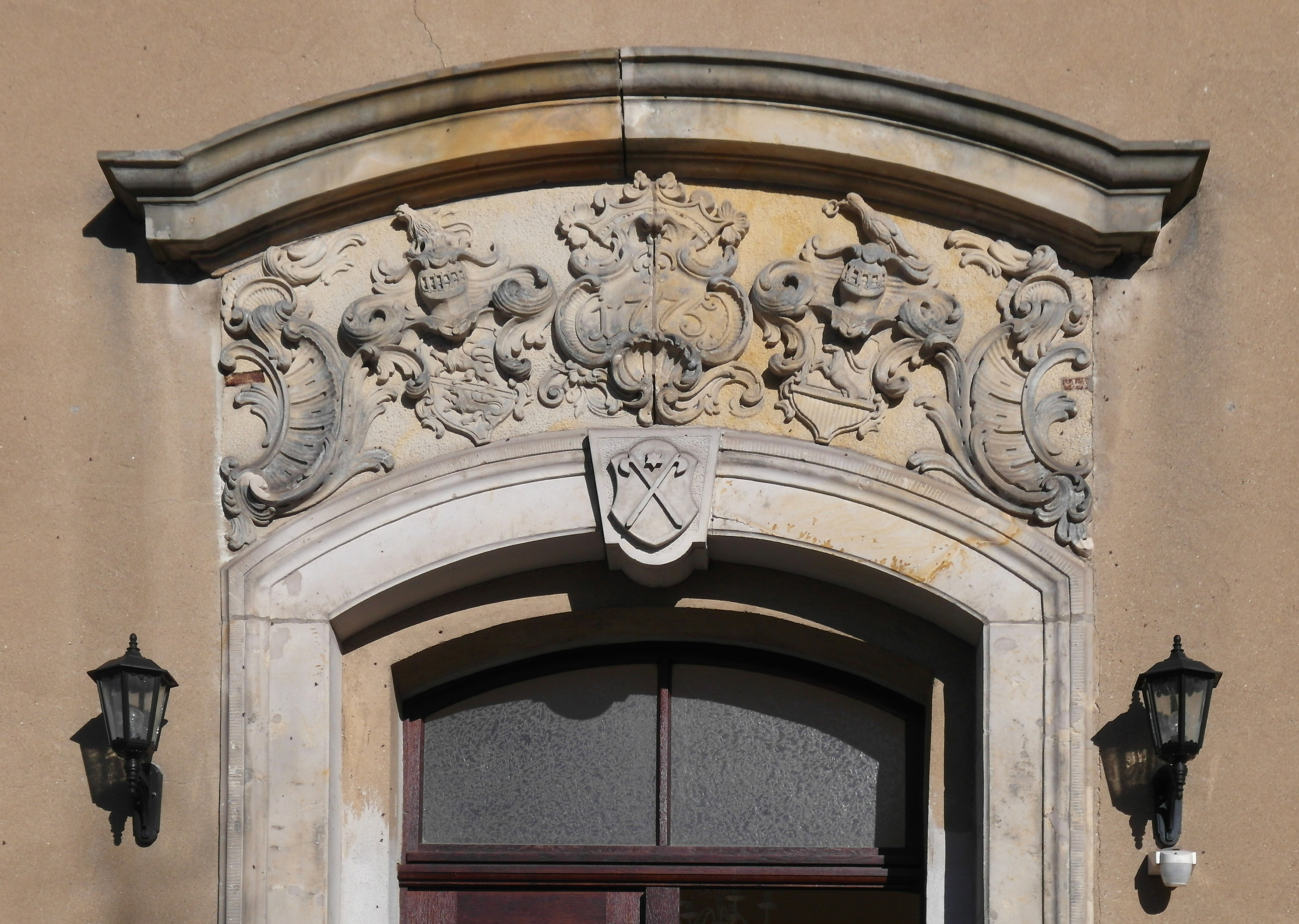
Wappensupraporte am Schloss: 1775, Ludolf August von Ingenhaeff und Ehefrau Augusta Tugendreich Wilhelmina von Rabenau

Im Jahr 1285 fand der Ort als Pawilsdorf (Siedlung eines Paul) Erwähnung in einer Urkunde des Klosters St. Marienstern. Er ging wahrscheinlich aus der Umgestaltung eines bereits im 12. Jahrhundert benannten slawischen Dorfes hervor. Die Siedlung war als Teil des Eigenschen Kreises in den Besitz des Klosters gelangt. 1389 wurde der Herrensitz genannt. Das Kloster St. Marienstern verkaufte ihn im 14. Jahrhundert an die Herren zu Gersdorf. Zu Beginn des 17. Jahrhunderts ging der Besitz an Johann Friedrich von Ingenhaeff. Sein Sohn, der das Rittergut 1763 übernahm, ließ 1775 das Schloss errichten. Im 19. und 20. Jahrhundert hatte das Anwesen mehrere Besitzer, war ab 1872 Eigentum der Familie von Wuthenau und von 1927 an der Familie Hauptmann von Fallois zugehörig.

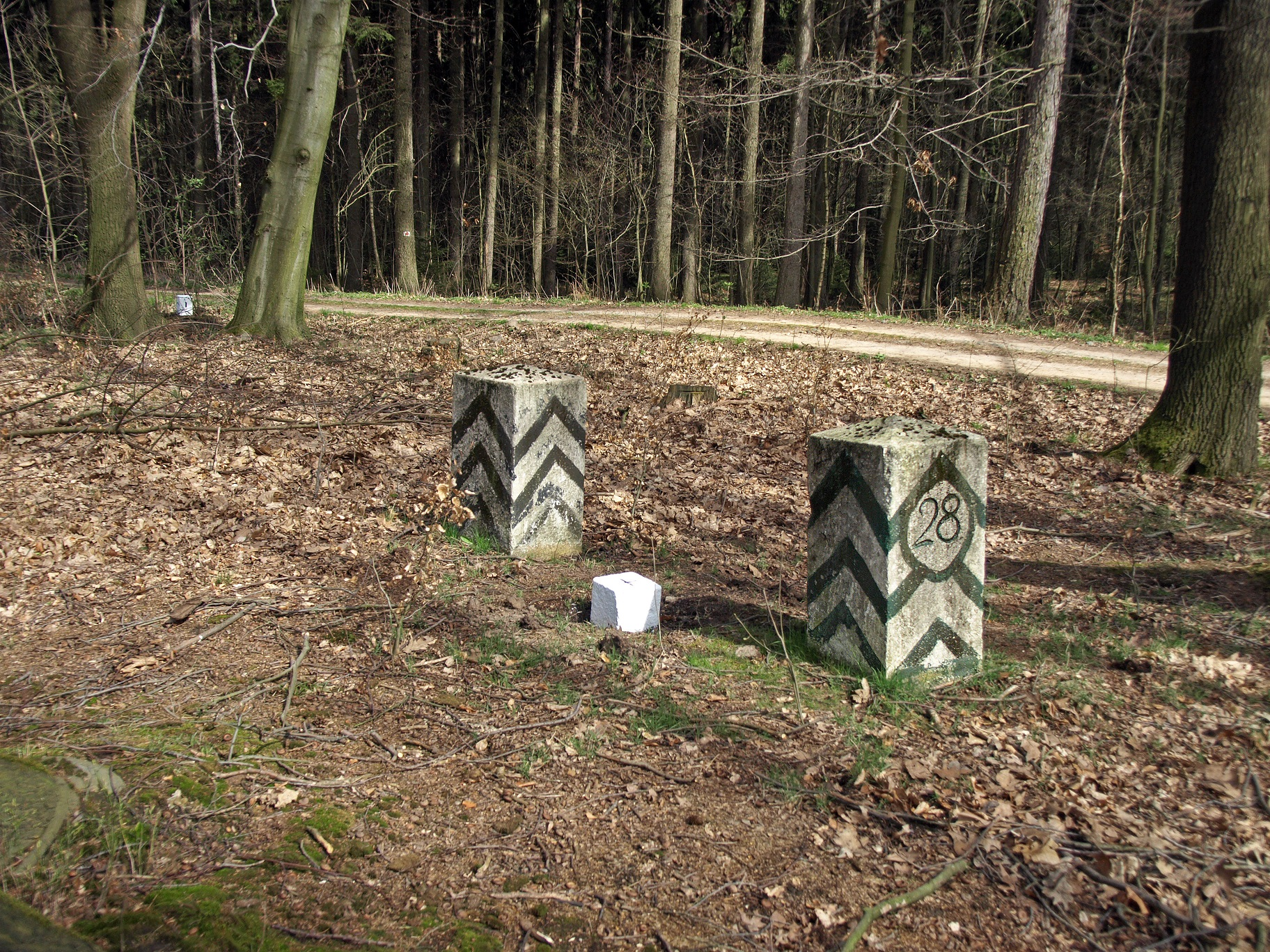
Grenzstein der sächsisch-preußischen Grenze nach dem Wiener Kongress

Paulsdorf bekam im 18. Jahrhundert zur Unterscheidung vom etwa neun Kilometer westlich gelegenen Paulsdorf bei Löbau den Namenszusatz Deutsch, das andere Paulsdorf hieß fortan Wendisch-Paulsdorf. Im Jahr 1777 lebten zwei besessene Mann, 18 Gärtner und elf Häusler im Dorf. In Folge der während des Wiener Kongresses von 1815 beschlossenen Teilung des Königreiches Sachsen wurde Deutsch-Paulsdorf preußischer Grenzort. Es war dem schlesischen Landkreis Görlitz zugehörig. Pfarr- und Schulort des evangelisch geprägten Deutsch-Paulsdorfs blieb aber weiterhin Sohland in Sachsen. Erst nach dem Zweiten Weltkrieg mit der Wiedereingliederung des westlich der Lausitzer Neiße gelegenen preußischen Teils der Oberlausitz ins Land Sachsen wurde die Teilung des Deutsch-Paulsdorfer Umlandes rückgängig gemacht. Zahlreiche Grenzsteine aus dieser Zeit sind noch heute erhalten.
In den beiden Weltkriegen zu Beginn des 20. Jahrhunderts fielen 15 (Erster Weltkrieg) bzw. 13 (Zweiter Weltkrieg) Deutsch-Paulsdorfer. Nach dem Zweiten Weltkrieg übernahm die sowjetische Besatzungsmacht die Oberlausitz und fügte sie 1949 in die Deutsche Demokratische Republik ein. Dort wurde Deutsch-Paulsdorf zunächst dem Landkreis Niesky und 1952 dem Kreis Görlitz im Bezirk Dresden zugeordnet. Die Bevölkerungszahl des Ortes erreichte typischerweise in den Nachkriegsjahren ihren Höhepunkt mit über 350 Einwohnern im Jahr 1946. In den Folgejahren ging diese Zahl aber bis auf knapp über 200 im Jahr 1990 zurück und folgt seitdem weiter einem leicht fallenden Trend.
Die Arbeit der Bauern im Dorf wurde ab den 1950er Jahren auf das Prinzip der Landwirtschaft in der DDR umgestellt. Es kam zur Gründung einer Deutsch-Paulsdorfer LPG, die später mit der Gersdorfer vereinigt und 1991 in eine Agrargenossenschaft umgewandelt wurde. Die kirchliche Zugehörigkeit des Dorfes wurde 1973 von Sohland nach Gersdorf umverlegt.
Nach der Deutschen Wiedervereinigung und der Neugründung Sachsens gehörte Deutsch-Paulsdorf dem Freistaat bis 1994 als Teil des (Land-)Kreises Görlitz, anschließend bis 2008 als Teil des Niederschlesischen Oberlausitzkreises an. Am 1. Januar 1994 endete die kommunale Eigenständigkeit des Ortes mit der Eingemeindung nach Markersdorf. Bis 2006 gab es eine Schule im Ort, heute wird das Schulgebäude vom Kindergarten Deutsch-Paulsdorf genutzt. Seit 2008 gehört Deutsch-Paulsdorf zum in der Kreisreform 2008 gebildeten Landkreis Görlitz.
Nach 1990 wurde zudem ein Ortschaftsrat etabliert, der in fünfjährigem Turnus gewählt wird und aus vier Mitgliedern besteht.

## Sehenswürdigkeiten

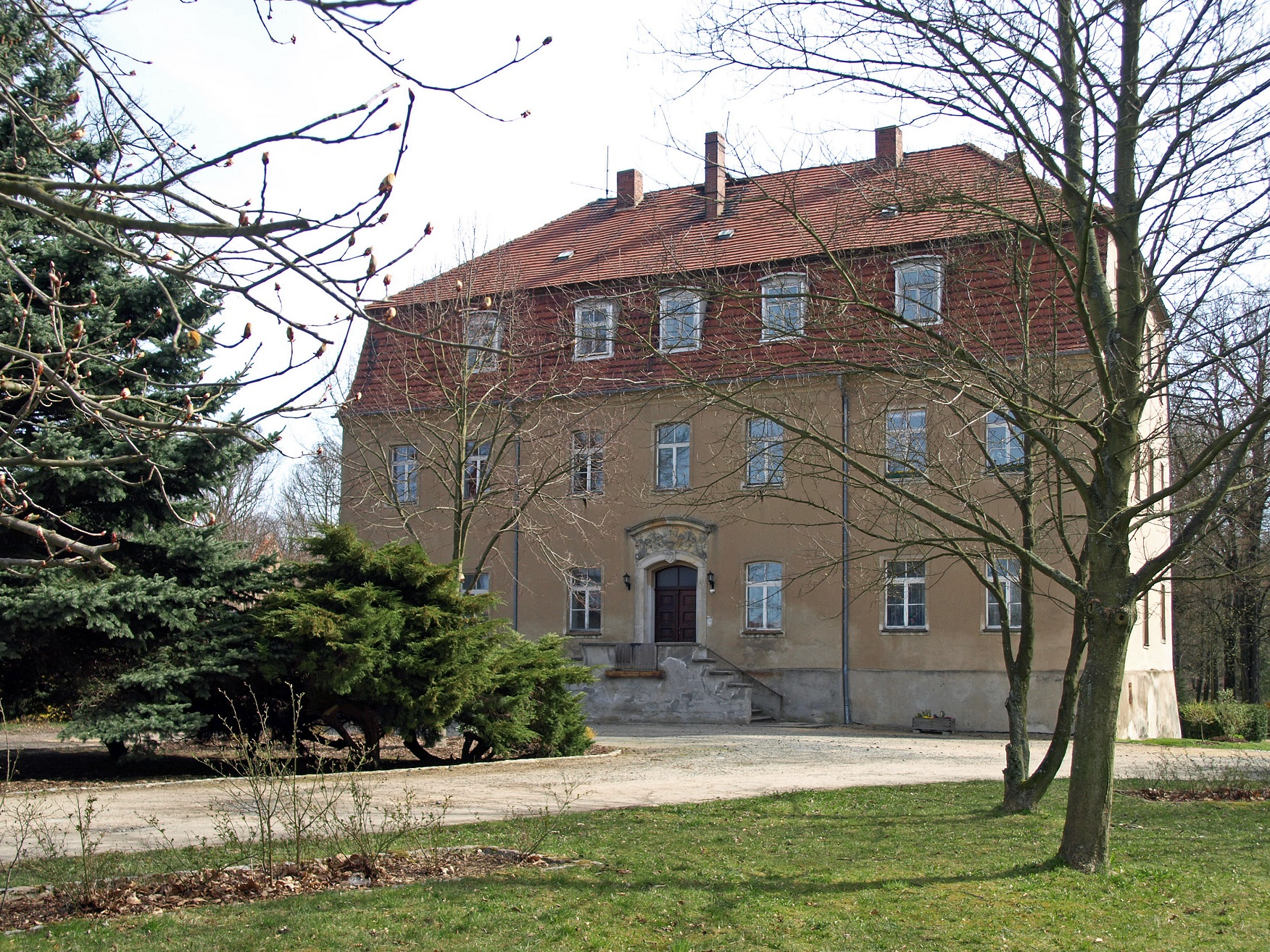
Schloss Deutsch-Paulsdorf

- Das 1775 erbaute Schloss Deutsch-Paulsdorf ist von einem Schlosspark mit Teich umgeben. Schloss und Park sind kulturelles Zentrum des Ortes. Das Schloss hatte im Laufe seiner Geschichte wechselnde Besitzer. Bis 1945 war es im Besitz der Familie Hauptmann von Fallois. Der Sohn, Joachim-Fritz von Fallois wurde 1945 vom russischen Militär als Soldat in Kriegsgefangenschaft genommen. Nach wechselnden Verwendungen ist das Schloss seit Juni 2015 in Besitz von Gotthard von Wallenberg-Pachaly.
- In Deutsch-Paulsdorf befindet sich eine als Naturdenkmal geschützte Allee aus rund 200 Jahre alten Linden und Eichen.
- Ein Gedenkstein nahe dem Schloss erinnert an den Todesmarsch der Häftlinge des KZ-Außenlagers Görlitz im Jahr 1945.[8]